# Amobarbital
L'amobarbital (également appelé amylobarbitone ou Amytal sodium) est un ancien médicament barbiturique. Il possède des propriétés sédatives, anxiolytiques et hypnotiques.
Synthétisé pour la première fois en Allemagne et commercialisé pour la première fois en 1923 aux États-Unis par Eli Lilly, il est considéré comme un barbiturique à durée d'action intermédiaire.
Son principal fabricant ayant cessé sa fabrication dans les années 1980, le produit est devenu très rare. Il reste cependant fabriqué en Chine où il est parfois vendu illégalement sur internet.
L'utilisation abusive d'amobarbital sous sa forme seule (Amytal en capsules ou Amytal sodium liquide) ou en association avec du sécobarbital (capsules Tuinal) était très répandue aux États-Unis et en Angleterre,, où il était parfois mélangé avec des amphétamines, pour modérer les effets secondaires de celles-ci.

## Pharmacologie
Analogue du pentobarbital, composé plus répandu, il partage son profil pharmacologique ainsi que son caractère addictif et toxique. Son délai d'action est réputé légèrement plus lent que celle de son analogue. L'amobarbital procurait une sédation rallongée, durant de 6 à 8 heures.
Son canal d'action primaire est la modulation positive ainsi que l'activation directe des récepteurs au GABA de type A,. Ces récepteurs, lorsqu'ils sont activés, ont un effet inhibiteur sur la transmission nerveuse en empêchant la dépolarisation membranaire.
Le barbiturique agit également sur d'autres canaux de manière mineure : on note une action inhibitrice de la recapture de l'adénosine, ainsi qu'un antagonisme des récepteurs AMPA et une inhibition de la sécrétion de glutamate,.

Comme pour les autres médicaments de sa classe, il présente un potentiel de surdose important, a fortiori lorsque combiné à d'autres sédatifs tels que l'alcool et les narcotiques.       

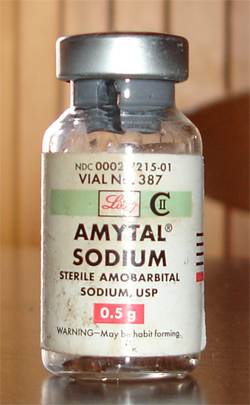
Un flacon de sodium Amytal